# Madonna van de franciscanen
Madonna van de franciscanen is een paneeltje dat aan het eind van de dertiende eeuw is geschilderd door Duccio di Buoninsegna uit Siena. Het vormde mogelijk een tweeluik met een voorstelling van de Kruisiging, maar hierover bestaat geen zekerheid, omdat de oorspronkelijke lijst is afgezaagd en er geen sporen van scharnieren bewaard zijn gebleven. Waarschijnlijk is er van de voorstelling zelf weinig verloren gegaan, afgezien van de afgebladderde verf.

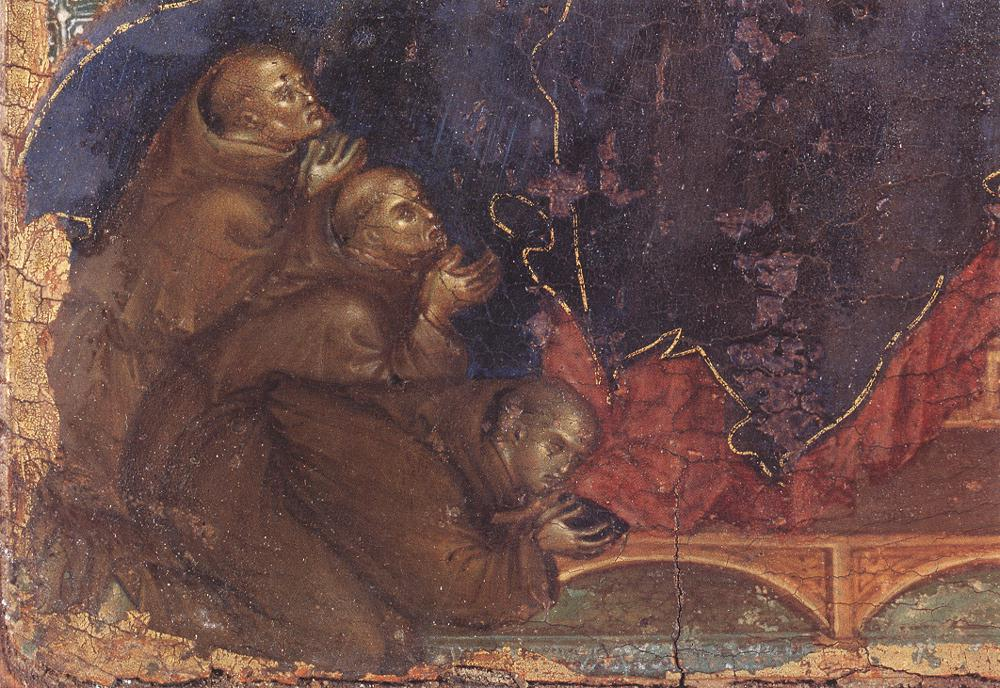
Drie franciscanen in aanbidding.

Franciscus van Assisi had een leven van armoede en privédevotie gepredikt, maar zijn volgelingen die zich in de steden vestigden, waren op het gebied van de armoede soms minder streng in de leer en konden zich luxe privéaltaartjes veroorloven. Duccio heeft hier twee typen voorstellingen gecombineerd. Het is in de eerste plaats gebaseerd op geschilderde kruisen uit de regio Umbrië waarop een minuscule Franciscus knielend in adoratie naar Christus opkijkt. In dit geval heeft Duccio het kruis vervangen door de Madonna met een zegenende Christus en knielen de drie franciscanen voor haar neer op de manier van de drie wijzen op Byzantijnse voorstellingen, die het Christuskind aanbidden. Er is een opvallende parallel in een manuscript dat in het midden van de dertiende eeuw is vervaardigd door de Engelse schrijver en miniaturist Matthew Paris. Op een van de bladen heeft hij zichzelf afgebeeld, knielend voor Maria en Jezus. Dit geeft aan dat er in het noorden al een traditie van dergelijke composities bestond.
Ongewoon aan het schilderij is ook dat de achtergrond niet volledig bedekt is met bladgoud, maar voor een groot gedeelte in beslag wordt genomen door een gedrapeerde doek die door engelen omhoog wordt gehouden en waarvan het patroon herinnert aan de achtergrond van Franse miniaturen. Evenals op de Madonna Rucellai had Duccio met donkere verf plooien aangebracht op het ruitjespatroon, maar doordat die zijn afgesleten, is het oorspronkelijke reliëf verloren gegaan en lijkt de doek nu op een vlakke tegelmuur.

## Ter vergelijking

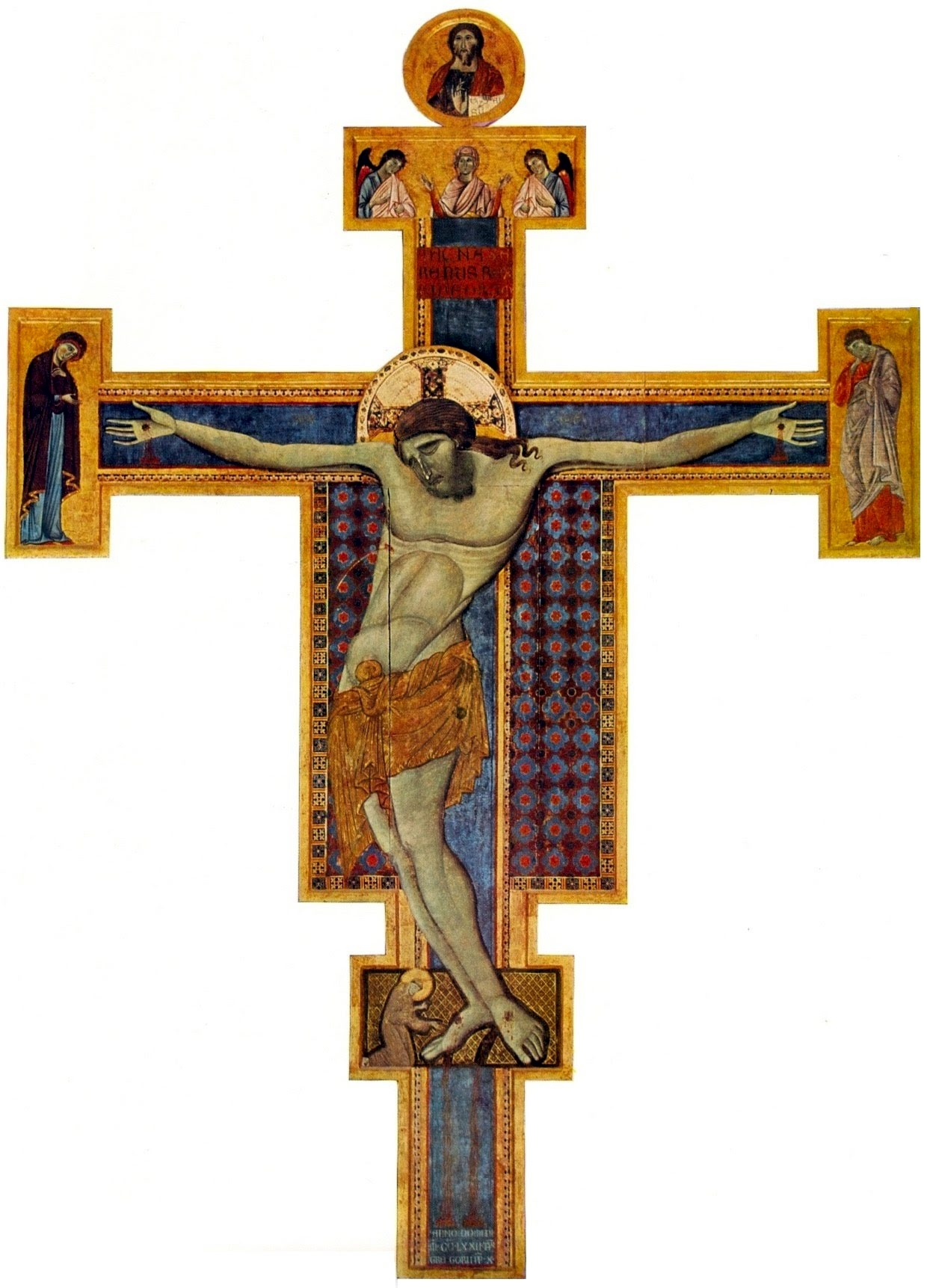
Meester van Sint-Franciscus, Crucifix met Franciscus aan de voeten van Christus, 1272, tempera en goud op paneel, 410 × 328 cm, Galleria Nazionale dell'Umbria, Perugia
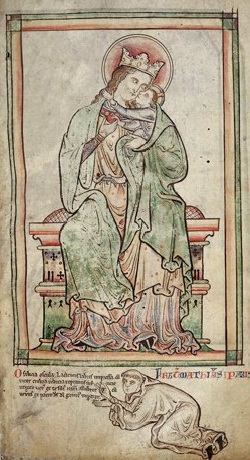
Matthew Paris, Zelfportret in aanbidding voor Maria met Kind, circa 1250-1259, MS Royal 14 C VII, folio 6r, British Library, Londen